# Robert Morley

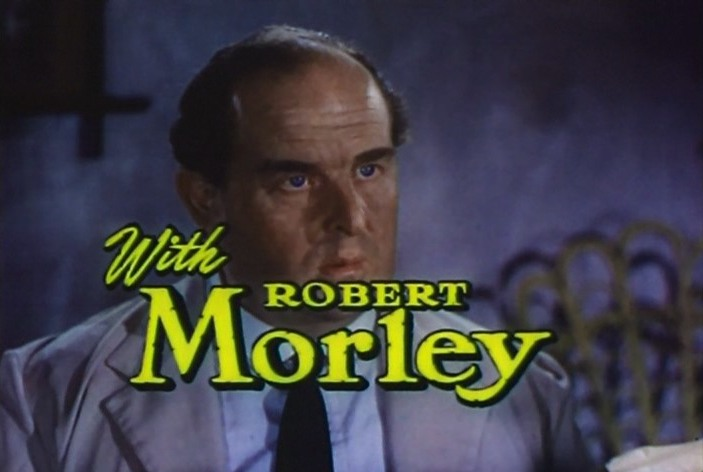
Morley i trailern till Afrikas drottning.

Robert Morley, född 26 maj 1908 i Semley i Wiltshire, död 3 juni 1992 i Wargrave i Berkshire, var en brittisk skådespelare.
Morley erhöll sin skolutbildning i Storbritannien, Tyskland, Frankrike och Italien och det var tänkt att han skulle göra karriär som diplomat, men istället valde han teaterbanan och skrev in sig vid RADA-Royal Academy of Dramatic Art. 
Han gjorde scendebut i London 1929 och uppträdde på Broadway 1938. Morley gjorde en minnesvärd filmdebut samma år i rollen som en svagsint Ludvig XVI i Marie Antoinette, en roll för vilken han erhöll en Oscarsnominering.
Robert Morley hade sedan en rad framgångsrika biroller i såväl brittiska som amerikanska filmer.
Morley var svärson till Dame Gladys Cooper.

## Filmografi i urval
- 1938 – Marie Antoinette
- 1940 – Major Barbara
- 1942 – En engelsman for till Frankrike
- 1947 – The Ghosts of Berkeley Square
- 1951 – Afrikas drottning
- 1960 – Oscar Wilde
- 1963 – Hans vilda dotter
- 1964 – Topkapi
- 1964 – Dessa fantastiska män i sina flygande maskiner
- 1965 – En studie i skräck
- 1965 – Den mystiska blondinen
- 1969 – Some Girls Do
- 1970 – Song of Norway
- 1978 – Döden i grytan
- 1981 – Mupparnas nya äventyr
- 1988 – Krig och hågkomst (TV-serie)